# Stazione di Santa Marinella
La stazione di Santa Marinella è una stazione ferroviaria della linea Tirrenica a servizio dell'omonimo comune. È servita dalla linea regionale FL5.

## Strutture ed impianti
La stazione dispone di un fabbricato viaggiatori, che ospita la sala d'attesa, il bar, l'edicola, la biglietteria e i servizi igienici.
Il piazzale è dotato di tre binari passanti, di cui due (il primo e il terzo) utilizzati per il servizio viaggiatori. Il secondo binario, seppur dotato di un piccolo marciapiede, è stato recentemente reso inaccessibile dalla rimozione dell'ultimo dei quattro scambi che lo connettevano alla linea principale.
La stazione era dotata anche di un classico giardinetto ferroviario. Al 2015 non ne rimane nessuna traccia.

## Movimento passeggeri e ferroviario
Nella stazione fermano tutti i treni regionali che vi transitano. Le destinazioni sono Civitavecchia, Montalto di Castro, Grosseto, Pisa e Roma. Nelle ore di morbida dei giorni lavorativi il servizio è cadenzato ogni 30 minuti per Roma Termini e per Civitavecchia, ogni ora per Grosseto, mentre la frequenza diventa bioraria per la destinazione di Pisa Centrale.

## Servizi
La stazione dispone di:
- Biglietteria
- Bar
- Edicola
- Servizi igienici
- Sottopassaggio

### Interscambi
- Autobus urbani